# Анта Богићевић
Антоније „Анта” Богићевић (Клупци крај Лознице, око 1758 — Лозница, 1813) био је српски војвода у време Првог српског устанка. Опевао га је познати гуслар Филип Вишњић у песми „Бој на Лозници”.
Једна од основних школи у Лозници носи његово име.

## Младост
Антоније Анта Богићевић је рођен у селу Клупцима близу Лознице око 1758. године. На почетку Првог српског устанка спадао је међу важније људе у Јадру. Јаков Ненадовић и Карађорђе Петровић су након ослобађања ваљевске и шабачке нахије дали одобрење Анти Богићевићу и Јевти Савићу да са Мехмед-Капетаном Видајићем склопе споразум о статусу Јадра и Рађевине. По том споразуму у том подручју није смело да буде читлучења, Срби су ту сами требали да суде, а турска војска из Босне није смела да напада преко Јадра, а са друге стране то подручје није смело да се прикључи устанку. Тада су Анта Богићевић и Јефта Савић Чотрић постали старешине Јадра. Тај споразум се одржао до 1807.

## Подрински војвода
Када је споразум о Јадру погажен, Подриње се придружило борби за ослобођење и српска војска под командом Јакова Ненадовића ушла је у Јадар и Рађевину. Анта Богићевић је тада био постављен за подринског војводу. Од тада је био у честим сукобима са Турцима дуж целе Дрине. Учествовао је у борбама са Турцима на Крупњу, на Рожњу, на Рађеву пољу и неколико пута у Лозници. Током 1808. године Али-паша Видајић је са великом војском напао Лозницу у којој се Анта Богићевић одржао до доласка Карађорђа, Луке Лазаревића и Јакова Ненадовића. Битка је почела у селу Грнчари и окончала се тешким турским поразом на пољу Тичару. Око 15.000 Турака под командом Али-паше Видајића опсели су јула 1809. Анту Богићевића и Милоша Поцерца у Лозници. Опсађени Богићевић након тродневне опсаде тражио је помоћ од Симе Марковића, Луке Лазаревића, Стојана Чупића и Симе Катића. Када је стигла помоћ 28. јула 1809. уследила је одлучујућа битка, у којој су Турци поражени и протерани преко Дрине.

## Први српски устанак
За време Првог српског устанка прикључио се устаницима и радио је у организацији власти и снабдевању војске. Постављен је 1807. године за војводу у Јадар и од тада се стално налазио на граници, бранећи ово немирно подручје од турских упада из Босне. Борио се са Турцима на Крупњу, Рожају, Рађеву Пољу, а најчешће у Лозници у којој је вођено неколико крвавих борби са босанском турском војском. У једној од тих борби је рањен.
Најзначајнија је била битка за Лозницу вођена 5. и 6. октобра 1810. године по старом календару. Под Али пашом Видајићем 30000 Турака спустило се низ Дрину шајкама до поља Тичара надомак Лознице. Утврђене градске бедеме бранило је 1200 Срба које је предводио лознички војвода Антоније Анта Богићевић. Дванаест дана трајала је опсада, ватра из топова и кумбара. Пошто је проценио да не може да одоли турским нападима, војвода Анта се обратио за помоћ Луки Лазаревићу. По извештају о опсади Лознице и пошто је одбио Хашид пашу са Мораве, Карађорђе је са готово целом војском из Шумадије и 200 козака пожурио у помоћ. Изгледа да је Карађорђе проценио да ће најпресуднија битка 1810. године бити баш тад. Колики је значај Карађорђе придавао боју говори писмо упућено Петру Добрњцу тражећи од њега појачање:
| „ | Не оклевај ни минута. Сваки минут вреди, до тога је јако стало хоће ли ми војска минут раније на Дрину стићи. | ” |

У помоћ су дошли Лука Лазаревић и Јаков Ненадовић са војском шабачке и ваљевске нахије. Пресудна битка почела је у јутро 6. октобра 1810. године. О томе је Карађорђе известио Милоша Обреновића.
| „ | Изашли у поље и Турци и ми, те смо се побили страшно из топа и пушака, за осам сати да од ове битке веће било није. | ” |

Ова победу српске војске спада у ред најзначајнијих у Првом српском устанку. Када је војвода Анта Богићевић умро 1813. године за војводу је постављен његов син Богосав Богићевић. Делфа Иванић пише да се убио 1912. године јер се бојао да неће бити у рату довољно храбар. Сахрањен је у Лозници на Шанцу, али су Турци извадили његов леш, одсекли главу и труп бацили у реку Штиру. Међутим, родољуби су касније тајно извадили његове кости и сахранили поред лозничке цркве. Његова ћерка Томанија се удала за Јеврема Обреновића, а његовог сина Милоша убио је Тома Вучић Перишић када је 1844. године угушио Катанску буну. Унук Томаније и Јеврема Обреновића био је први краљ модерне Србије Милан Обреновић.

## Смрт
Анта се почетком 1813. разболео, а умро је почетком маја 1813. у Лозници. Карађорђе је одмах након тога за војводу поставио његовог сина Богосава. Анта је сахрањен у лозничком шанцу, у коме је много пута бранио Лозницу. Када су Турци 1813. заузели Лозницу ископали су његово тело, одсекли су главу и однели је у Зворник, а тело су бацили у бару код шанца. Срби су извадили његово тело из баре и поново затрпали у пређашњи гроб. Богићевићева ћерка Томанија је постала жена Јеврема Обреновића, а њен унук је био први краљ нововековне Србије Милан Обреновић. Старији Антин син Богосав Богићевић постао је војвода, а млађи син Милош Богићевић убијен је за време Катанске буне 1844.